# Phare de Christiansø
Le phare de Christiansø (en danois : Christiansø Fyr) est un phare au Danemark, situé au sommet de la tour Store Tårn sur l’île de Christiansø, à environ 18 kilomètres au nord-est de Bornholm, dans la mer Baltique. Construit et mis en service en 1805, c’est l’un des plus anciens du Danemark.

## Histoire
Le phare a été conçu en 1798 par Poul de Løvenørn (1751-1826). C’était le premier phare au Danemark à avoir un feu à éclats, apparemment inspiré du phare de Marstrand suédois, achevé en 1781, qui était le premier au monde avec un feu à éclats. En 1798, Løvenørn a été autorisé à aller de l’avant avec son projet qui consistait à construire le phare au sommet de la tour existante connue sous le nom de Store Tårn. À la suite de divers retards, ce n’est que le 1er octobre 1805 que le phare d’une hauteur de 16 mètres est mis en service.

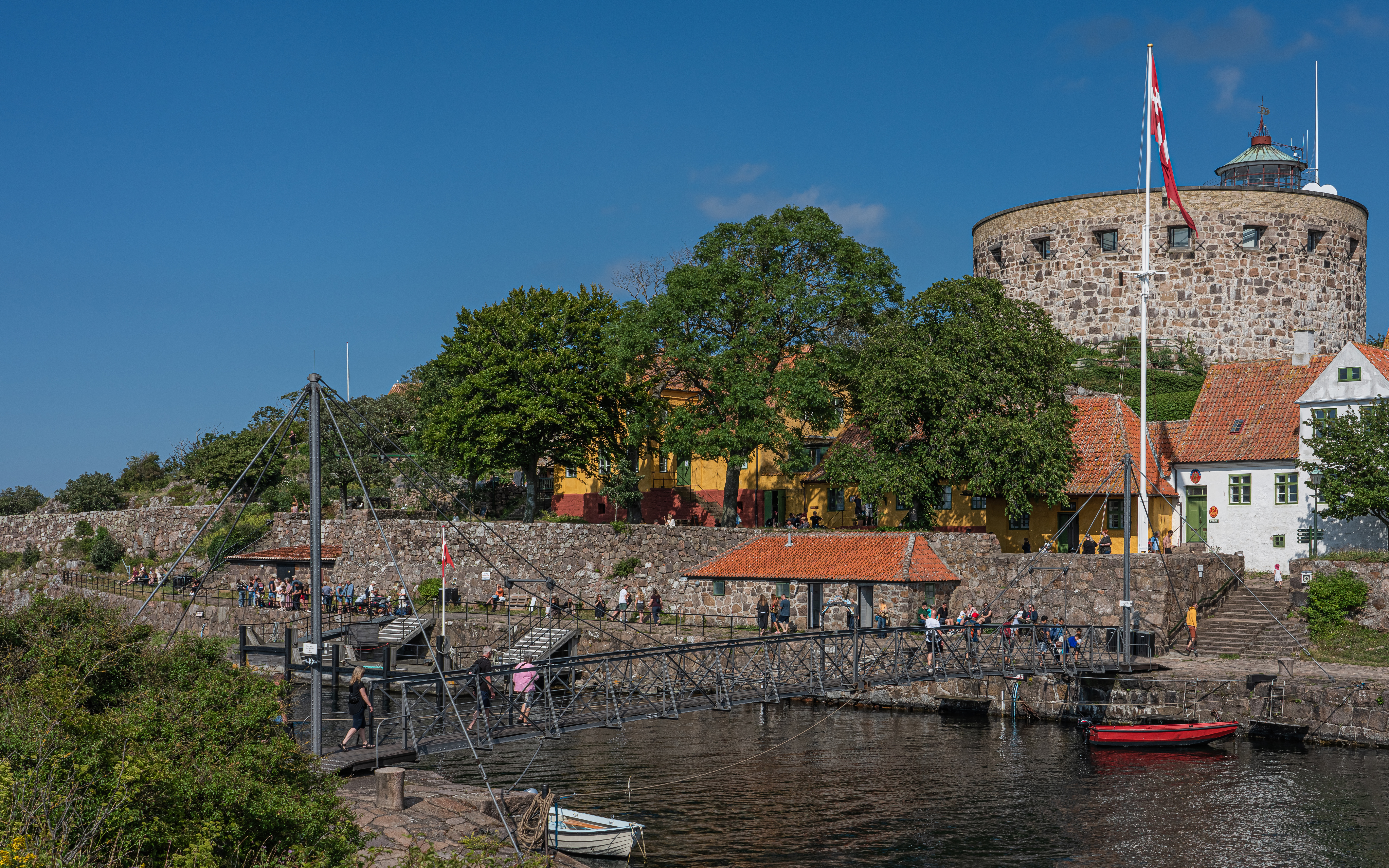
Le phare de Christiansø vu de Frederiksø.

## Détails techniques
Le phare se composait de neuf miroirs paraboliques en cuivre doré, d’un diamètre de 4 pieds, divisés en trois groupes avec un brûleur à mazout à quatre mèches situé au point focal de chaque groupe. Chaque groupe était monté sur un bras horizontal en bois faisant saillie à partir d’un essieu vertical entraîné par un mécanisme d’horlogerie. Les lampes étaient tournées à l’aide d’un mécanisme d’horlogerie réglé de sorte qu’il y avait trois éclats par minute. Les lampes à huile sont restées en fonctionnement jusqu’en 1879, date à laquelle un système de lentilles avec un brûleur à quatre mèches a été introduit. En 1904, le brûleur a été remplacé par une lampe à paraffine. En 1973, la lentille de Fresnel du phare d'Hyllekrog désaffecté a été installée.

## Structure
D’une hauteur de 16 mètres, la tour ronde peinte en blanc, avec une lanterne verdâtre et une galerie, se dresse au sommet de la fortification en granit de Store Tårn. D’une portée de 18 milles marins, la lumière clignote une fois toutes les cinq secondes,.